# General Pueyrredón (partido)
Pour les articles homonymes, voir Pueyrredón.
General Pueyrredón est un partido de la province de Buenos Aires fondé en 1874 dont la capitale est Mar del Plata.